# Armida Quartett
Das Armida Quartett, benannt nach der gleichnamigen Oper von Joseph Haydn, ist ein deutsches Streichquartett. Zum Ensemble gehören Martin Funda (Violine), Johanna Staemmler (Violine), Teresa Schwamm (Viola) und Peter-Philipp Staemmler (Violoncello).

## Geschichte
Das Quartett wurde 2006 in Berlin gegründet und studierte bei Mitgliedern des Artemis Quartetts. Meisterkurse mit dem Alban Berg Quartett, Guarneri Quartett und Arditti Quartett rundeten die Ausbildung ab. 
Durch den Erfolg beim ARD Musikwettbewerb 2012, bei dem das Armida Quartett mit dem 1. Preis, dem Publikumspreis sowie sechs weiteren Sonderpreisen ausgezeichnet wurde, wurden die vier Musiker bekannt. Im September 2014 wurde das Quartett in die BBC-Reihe „New Generation Artists“ aufgenommen. In der Saison 2016/2017 wird sich das Quartett europaweit im Rahmen der Reihe „Rising Stars“ der Europäischen Konzerthallen (ECHO) vorstellen. 
Außerdem spielte das Armida Quartett beim Schleswig-Holstein Musik Festival, dem Rheingau Musik Festival, den Festspielen Mecklenburg-Vorpommern, dem Davos Festival sowie beim Heidelberger Frühling. 2014 führte das Quartett zudem erstmals eine Konzertreise nach China, Taiwan und Singapur.
Seit Oktober 2012 unterrichten die vier Musiker des Armida Quartetts Kammermusik an der Universität der Künste Berlin. Auch als Gastdozenten sind die Musiker des Armida Quartetts international gefragt; Meisterkurse gaben sie bereits u. a. in Singapur und beim Mozartfest Augsburg.

## Auszeichnungen
Bereits 2011 gewann das Armida Quartett beim Concours de Genève den 1. Preis sowie den Publikumspreis. Zuvor erhielt das Ensemble verschiedene Stipendien, unter anderem von der Irene Steels-Wilsing Stiftung sowie der Schierse Stiftung Berlin. 2013 erschien die Debüt-CD des Quartetts mit Werken von Béla Bartók, György Ligeti und György Kurtág und wurde kurz darauf in die Bestenliste des Preises der deutschen Schallplattenkritik aufgenommen. Das Quartett ist NORDMETALL-Ensemblepreisträger 2014 der Festspiele Mecklenburg-Vorpommern.
2022 wurde das Quartett mit einem Opus-Klassik-Preis in der Kategorie Kammermusikeinspielung für Mozart, String Quartets Vol. 4 ausgezeichnet.

## Diskografie
- 2013: Ursula Mamlok: Streichquartett Nr. 1 (1962) (Naxos)
- 2013: Bartók – Kurtág – Ligeti (CAvi)
- 2015: Dvorak – Scharwenka (mit Ewa Kupiec, Randall Meyers)
- 2015: Wolfgang Amadeus Mozart (CAvi Music)
- 2016: Beethoven – Shostakovich (CAvi Music)